# Gravitropisme
El gravitropisme o geotropisme és un tipus de tropisme, és a dir, del moviment d'òrgans vegetals provocat i orientat per estímuls externs, en aquest cas la gravetat. Els orgànuls relacionats amb la percepció de la gravetat són els estatocists. Un altre tipus de tropisme seria el fototropisme.